# حركة الاحتجاج الفنزويلية 2018

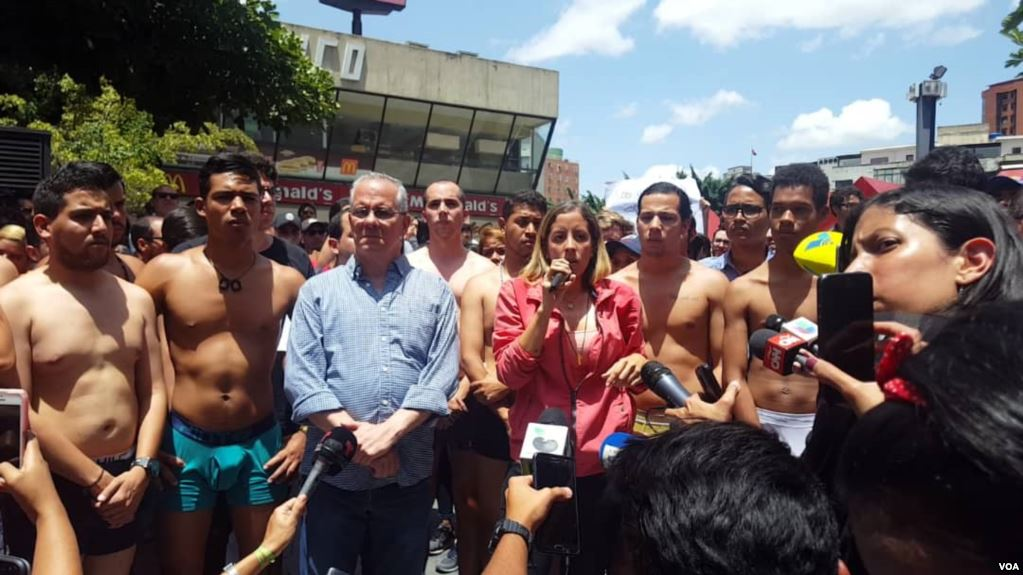
فينزولا

حركة الاحتجاج الفنزويلية 2018 هي احتجاجات جماهيرية وموجة من المظاهرات والمسيرات غير المسبوقة ضد تدني رواتب أعضاء مجلس الإدارة واحتجاجات النقابات ضد التضخم المفرط في فنزويلا، بدءًا من مايو 2018 وتنتهي في أغسطس 2018 مع عدم وجود أي من نقاط الاتصال الرئيسية مع الحكومة.
كما نظم المحامون والعاطلون عن العمل والمعلمون إضرابات طوال فترة الإضراب. تحدث مواجهات كبيرة خلال الاحتجاجات، لكن الحركة اللاعنفية مستمرة، تطالب برواتب وزيادات أفضل للأجور. وأدان الرئيس نيكولاس مادورو أعمال الاحتجاج.
شكل المتظاهرون كاسيرولازو وسلاسل بشرية ومتاريس وحواجز طرق واعتصامات في جميع أنحاء البلاد. بعد الاحتجاجات تضاءلت المظاهرات الكبيرة وتضاءلت بعد عنف الشرطة في يوليو، حيث أصيب العشرات واعتقل المئات.